# Norifumi Abe

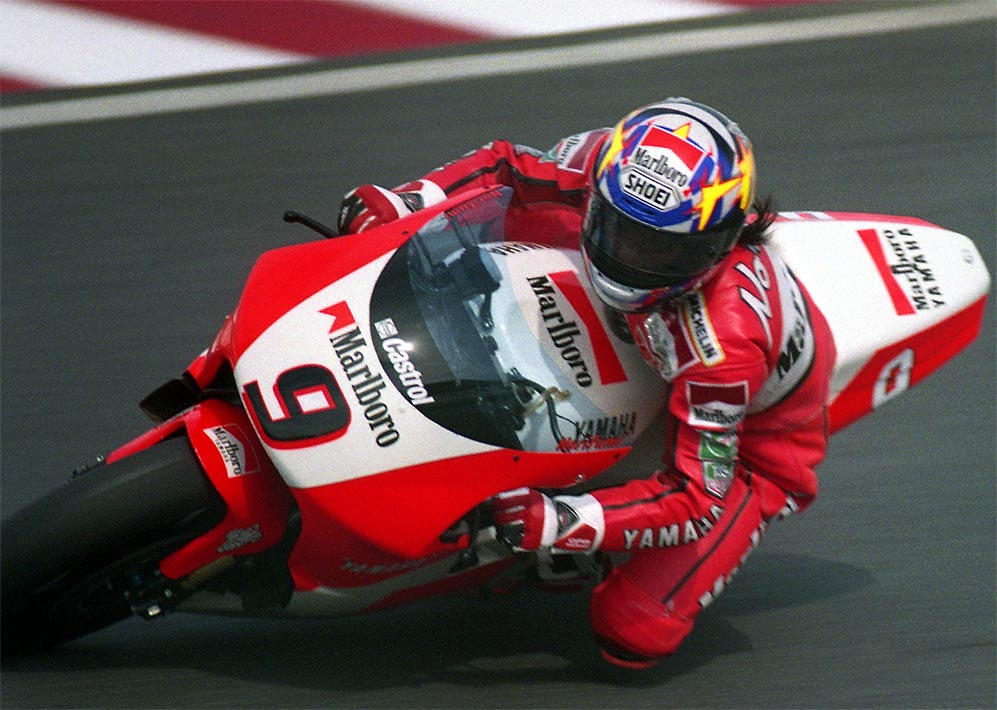
Abe under Japans Grand Prix 1996.

Norifumi "Norick" Abe, född den 7 september 1975, död den 7 oktober 2007 var en japansk roadracingförare. Han tävlade främst 500GP-klassen i VM, där han över åren tog tre Grand Prix-segrar.

## Biografi
Norifumi började redan vid 11 års ålder köra Minimoto och ägnade sig i sin ungdom åt Motocross. Vid 15 års ålder började han istället åka Roadracing. 1992 kom han tvåa i den Nationella mästerskapet när han körde en 250cc motorcykel och året efter vann Abe All Japan Road Race Championship, detta var det sista året mästerskapsserien kördes med 500cc motorcyklar (året efter körde man med Superbike istället). Med denna seger fick Abe en bonus att få köra i 1994 års Japans GP som en wildcardförare för Honda.
Japans GP var 1994 års tredje lopp och gick på Suzuka den 24 april. Trots sin erfarenhetsbrist lyckades Abe hålla jämna steg med de andra och låg bra med i täten till allas förvåning. Tyvärr kraschade han när det bara var tre varv kvar. Abe prestation imponerade på Marlboro Team Roberts stallchef Kenny Roberts och när hans andre förare (Daryl Beattie) råkade skada sig fick Norick Abe köra de två tävlingarna som inte Beattie kunde köra. Abe kom sexa i Tjeckien och kom sexa även i loppet efter som gick i USA, detta gav Norick Abe ett kontrakt att köra hela 1995 års säsong.
Kontraktet han fick var för en styrning i Marlboro Team Robert och första året kom han som bäst trea i Brasilien och slutade på plats 17 i mästerskapet. Året efter fortsatte han köra för Marlboro Team Roberts och lyckades vinna sitt första race (Japans GP återigen på Suzuka), detta år slutade han på plats 5 i mästerskapet. 1997 bytte Norick Abe till Yamaha Team Rainey och fortsatte köra bra, en tredje plats som bäst resulterade i plats 7 i mästerskapet. Året efter fortsatte Abe med Yamaha Team Rainey och lyckades skrapa ihop 128 poäng som resulterade i plats 6 i mästerskapet. 1999 bytte Abe till Antena 3 Yamaha-d'Antin och vann sin andra tävling (Brasilien) och slutade på plats 6 i mästerskapet. Följande år fortsatte han med Antena 3 Yamaha d'Antin och vann sin tredje tävling (återigen i Japan) och kom på plats 8 i mästerskapet. 2001 fortsatte där 2000 slutade och Norick Abe skrapade detta år ihop 137 poäng och kom på plats 7 i mästerskapet.
2002 ändrades reglerna och 500cc klassen blev istället MotoGP, detta betydde att både tvåtaktsmotor och fyrtaktsmotor blev tillåtna. Abe fortsatte på 500cc (tvåtakt) och hade problem att hänga med de snabbare MotoGP-motorcyklarna. Sista tävlingen för året gick i Valencia och där tävlade Abe för första gången med en MotoGP-motorcykel, totalt lyckades Abe samla 129 poäng och slutade på plats 6 i mästerskapet.
2003 slutade Abe köra i MotoGP och blev istället testförare för Yamaha, han hoppade in och körde som ersättare åt Marco Melandri när han var skadad i början av säsongen och körde även som Wildcard 2 gånger senare på säsongen. Han skrapade ihop 31 poäng och slutade på plats 31 i mästerskapet. Följande år fick han en ny chans i MotoGP och körde för Fortuna Gauloises Tech 3, han hade fortfarande svårt att köra fort med fyrtakts motorcykel men samlade trots detta ihop 74 poäng och slutade på plats 13 i mästerskapet.
Från 2005 fram till sin död 2007 körde Norick Abe istället Superbike för Yamaha. De två första åren i VM där han blev 13:e båda åren och 2007 i japanska superbikemästerskapen.

### Död
Den 7 oktober 2007 blev Norick Abe överkörd av en lastbil som gjorde en felaktig U-sväng framför honom, nära hans hem i Tokyo. Abe förklarades död senare under dagen på sjukhuset dit han fördes efter olyckan.

## Karriärstatistik
Alla resultat kommer från MotoGP.
| Säsong | Klass  | Motorcykel    | Antal lopp | Vinst | Podium | Poleposition | Snabbaste varv | Poäng | Placering |
| ------ | ------ | ------------- | ---------- | ----- | ------ | ------------ | -------------- | ----- | --------- |
| 1994   | 500 cc | Yamaha YZR500 | 3          | 0     | 0      | 0            | 0              | 20    | 17        |
| 1995   | 500 cc | Yamaha YZR500 | 13         | 0     | 1      | 0            | 0              | 81    | 9         |
| 1996   | 500 cc | Yamaha YZR500 | 15         | 1     | 4      | 0            | 1              | 148   | 5         |
| 1997   | 500 cc | Yamaha YZR500 | 15         | 0     | 1      | 0            | 0              | 126   | 7         |
| 1998   | 500 cc | Yamaha YZR500 | 14         | 0     | 3      | 0            | 0              | 128   | 6         |
| 1999   | 500 cc | Yamaha YZR500 | 16         | 1     | 4      | 0            | 0              | 136   | 6         |
| 2000   | 500 cc | Yamaha YZR500 | 16         | 1     | 3      | 0            | 0              | 147   | 8         |
| 2001   | 500 cc | Yamaha YZR500 | 16         | 0     | 1      | 0            | 0              | 137   | 7         |
| 2002   | MotoGP | Yamaha YZR-M1 | 15         | 0     | 0      | 0            | 0              | 129   | 6         |
| 2003   | MotoGP | Yamaha YZR-M1 | 5          | 0     | 0      | 0            | 0              | 31    | 16        |
| 2004   | MotoGP | Yamaha YZR-M1 | 16         | 0     | 0      | 0            | 0              | 74    | 13        |
| Total  |        |               | 144        | 3     | 17     | 0            | 1              | 1157  |           |

### Loppstatistik
| Säsong | Klass  | Motorcykel | 1        | 2        | 3        | 4        | 5        | 6        | 7        | 8        | 9        | 10       | 11       | 12       | 13       | 14     | 15         | 16     | Position | Poäng |
| ------ | ------ | ---------- | -------- | -------- | -------- | -------- | -------- | -------- | -------- | -------- | -------- | -------- | -------- | -------- | -------- | ------ | ---------- | ------ | -------- | ----- |
| 1994   | 500cc  | Yamaha     | AUS      | MAL      | JPN Bröt | SPA      | AUT      | GER      | NED      | ITA      | FRA      | GBR      | CZE 6    | USA 6    | ARG      | EUR    |            |        | 17       | 20    |
| 1995   | 500cc  | Yamaha     | AUS 9    | MAL Bröt | JPN 9    | SPA 4    | GER 8    | ITA 6    | NED 6    | FRA Bröt | GBR 18   | CZE Bröt | BRA 3    | ARG 6    | EUR Bröt |        |            |        | 9        | 81    |
| 1996   | 500cc  | Yamaha     | MAL 8    | INA 9    | JPN 1    | SPA Bröt | ITA 11   | FRA 4    | NED 6    | GER 6    | GBR 3    | AUT 3    | CZE 11   | IMO 5    | CAT 10   | BRA 3  | AUS Bröt   |        | 5        | 148   |
| 1997   | 500cc  | Yamaha     | MAL 8    | JPN 7    | SPA 7    | ITA 7    | AUT 9    | FRA 7    | NED 10   | IMO 7    | GER Bröt | BRA 5    | GBR 9    | CZE 5    | CAT 12   | INA 5  | AUS 3      |        | 7        | 126   |
| 1998   | 500cc  | Yamaha     | JPN 14   | MAL Bröt | SPA 6    | ITA 6    | FRA 7    | MAD 2    | NED Bröt | GBR 3    | GER Bröt | CZE 5    | IMO 6    | CAT 3    | AUS 5    | ARG 4  |            |        | 6        | 128   |
| 1999   | 500cc  | Yamaha     | MAL Bröt | JPN 3    | SPA 5    | FRA 6    | ITA Bröt | CAT Bröt | NED 6    | GBR 6    | GER 3    | CZE Bröt | IMO 11   | VAL 6    | AUS 16   | RSA 9  | BRA 1      | ARG 3  | 6        | 136   |
| 2000   | 500cc  | Yamaha     | RSA 7    | MAL 17   | JPN 1    | SPA Ret  | FRA 2    | ITA 5    | CAT 2    | NED 10   | GBR 6    | GER 11   | CZE Ret  | POR 9    | VAL Ret  | BRA 4  | PAC 5      | AUS 6  | 8        | 147   |
| 2001   | 500cc  | Yamaha     | JPN 4    | RSA 5    | SPA 2    | FRA 4    | ITA 9    | CAT 6    | NED Bröt | GBR Bröt | GER 4    | CZE 4    | POR Bröt | VAL 8    | PAC 4    | AUS 13 | MAL 13     | BRA 6  | 7        | 137   |
| 2002   | MotoGP | Yamaha     | JPN 5    | RSA 7    | SPA 6    | FRA 4    | ITA 7    | CAT 16   | NED 9    | GBR 4    | GER 6    | CZE 8    | POR 7    | BRA 6    | PAC 8    | MAL 10 | AUS Skadad | VAL 10 | 6        | 129   |
| 2003   | MotoGP | Yamaha     | JPN 11   | RSA 8    | SPA      | FRA 11   | ITA      | CAT      | NED      | GBR      | GER 10   | CZE      | POR      | BRA      | PAC      | MAL    | AUS        | VAL 9  | 16       | 31    |
| 2004   | MotoGP | Yamaha     | RSA 9    | SPA 11   | FRA Bröt | ITA 7    | CAT 9    | NED 11   | BRA 8    | GER Bröt | GBR Bröt | CZE 8    | POR 10   | JPN Bröt | QAT 7    | MAL 12 | AUS 17     | VAL 10 | 13       | 74    |

### Segrar 500GP
| Nr | Grand Prix     | År   |
| -- | -------------- | ---- |
| 1  | Japan          | 1996 |
| 2  | Rio de Janeiro | 1999 |
| 3  | Japan          | 2000 |